# Herbert Feigl
Herbert Feigl (14 desembre 1902 - 1 de juny de 1988), va ser un filòsof austríac membre del Cercle de Viena.
Fill d'una teixidora, Feigl neix a Liberec (Bohèmia), i es matricula a la Universitat de Viena el 1922. Estudia Físiques i Filosofia amb Moritz Schlick, fundador del Cercle de Viena, i es doctora en 1927 amb el seu assaig Atzar i Llei : una Anàlisi epistemològic sobre les Regles de la Probabilitat i Inducció en les Ciències Naturals, publicant el seu primer llibre (Teoria i Experiència en Físiques), el 1929. Durant aquesta època es converteix en un membre actiu del Cercle de Viena, sent un dels pocs membres d'aquest moviment (juntament amb Schlick i Friedrich Waismann), que va poder conversar diverses vegades amb Ludwig Wittgenstein i Karl Popper.
El 1930, gràcies a una Beca Internacional del Rockefeller a la Universitat Harvard, Feigl coneix al físic Percy Williams Bridgman, al filòsof Willard van Orman Quine i al psicòleg Stanley Smith Stevens, considerant a tots la seva ànima bessona. En un text de 1931 escrit amb Albert Blumberg i titulat Positivisme Lògic : Un Nou Moviment Europeu, exposa que el Positivisme Lògic hauria de denominar Empirisme lògic basant-se en les diferències existents entre la Filosofia de la Ciència contemporània i l'antic Positivisme.
El 1931 es casa amb Maria Kaspar i junts emigren als Estats Units, assentant-se en Iowa perquè Feigl treballi en el departament de Filosofia de la universitat d'aquest mateix estat. El seu fill, Eric Otto, neix el 1933. El 1940 Feigl accepta un lloc com a professor de Filosofia a la Universitat de Minnesota, posició en la qual romandrà 31 anys. La seva relació professional i personal amb Wilfrid Sellars produeix múltiples projectes en col·laboració, incloent el llibre de text Lectures sobre l'Anàlisi Filosòfic i el diari Estudis Filosòfics, que juntament amb Sellars funda en 1949. En 1953, amb una beca de la Fundació Hill, funda el Centre de Minnesota per a la Filosofia de la Ciència, i el 1967 se li designa Professor Regent de la universitat d'aquest mateix Estat.
Feigl creia que l'empirisme era l'única filosofia adequada per a la ciència experimental, i encara que es converteix en filòsof en lloc de químic, mai perd la perspectiva ni el sentit comú d'un científic pràctic. Ell va ser, en sentit paradigmàtic, un filòsof de la ciència. Es retira en 1971 i mor de càncer l'1 de juny de 1988 a Minnesota.